# Liste der Kulturgüter in Bütschwil-Ganterschwil
Die Liste der Kulturgüter in Bütschwil-Ganterschwil enthält alle Objekte in der Gemeinde Bütschwil-Ganterschwil im Kanton St. Gallen, die gemäss der Haager Konvention zum Schutz von Kulturgut bei bewaffneten Konflikten, dem Bundesgesetz vom 20. Juni 2014 über den Schutz der Kulturgüter bei bewaffneten Konflikten sowie der Verordnung vom 29. Oktober 2014 über den Schutz der Kulturgüter bei bewaffneten Konflikten unter Schutz stehen.
Objekte der Kategorie A sind im Gemeindegebiet nicht ausgewiesen, Objekte der Kategorie B sind vollständig in der Liste enthalten, Objekte der Kategorie C fehlen zurzeit (Stand: 11. Januar 2023).

## Kulturgüter
| Foto |                                                                  | Objekt                                                       | Kat. | Typ | Standort                                           | Beschreibung                                                              |
| ---- | ---------------------------------------------------------------- | ------------------------------------------------------------ | ---- | --- | -------------------------------------------------- | ------------------------------------------------------------------------- |
| ja   | Datei hochladen · Wikidata zu Weisses Haus (Q29786415)           | Weisses Haus KGS-Nr.: 08111                                  | B    | G   | Bütschwil, Landstrasse 31 723505 / 246952          |                                                                           |
| ja   | Datei hochladen · Wikidata zu Letzibrücke (Q29786410)            | Letzibrücke KGS-Nr.: 08139                                   | B    | G   | Ganterschwil, Letzistrasse 724180 / 250300         | Objekt liegt hälftig auf dem Gemeindegebiet von Lütisburg (KGS-Nr. 8185). |
| ja   | Datei hochladen · Wikidata zu Reformierte Kirche (Q29786411)     | Reformierte Kirche KGS-Nr.: 08141                            | B    | G   | Ganterschwil, Neckertalstrasse 2.1 724710 / 249120 |                                                                           |
| ja   | Datei hochladen · Wikidata zu Dreifaltigkeitskapelle (Q29786406) | Dreifaltigkeitskapelle (Bruder-Klaus-Kapelle) KGS-Nr.: 14013 | B    | G   | Dietfurt, Landstrasse 10.1 723927 / 245291         |                                                                           |